# Meterdiplosis fici
Meterdiplosis fici är en tvåvingeart som beskrevs av Barnes 1928. Meterdiplosis fici ingår i släktet Meterdiplosis och familjen gallmyggor.
Artens utbredningsområde är Filippinerna. Inga underarter finns listade i Catalogue of Life.